# قائمة استوديوهات الأفلام الإباحية
السلام عليكم اريد ان اصبح ممثل اباحي انا يمني الجنسيه عمري ٢٨ سنه عايش في السعوديه
1. ↑  "Gmail". accounts.google.com. اطلع عليه بتاريخ 2025-08-18.